# 磨碟沙停车场
磨碟沙停车场，位于中国广东省广州市海珠区磨碟沙公园，是广州海珠有轨电车1号线的列车停放与检修基地，与临近的猎德大桥南站接轨。停车场同时为有轨电车的车辆调度控制中心所在地。

## 建筑

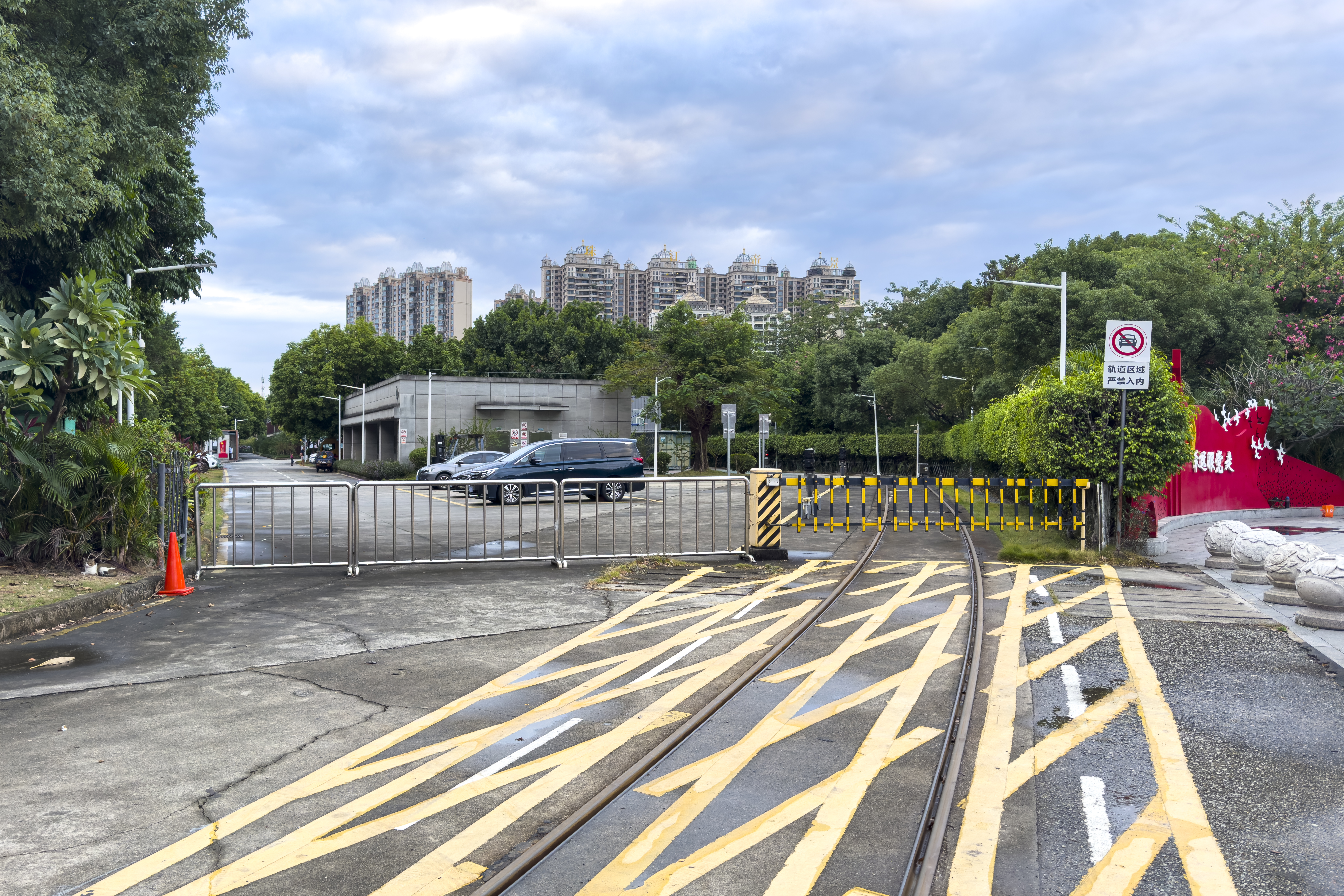
停车场北端的出入场线

停车场位于磨碟沙公园的东北角，总占地16,846.6平方米，约占公园30%的面积，可满足7列电车的停放和维修工作。停车场建筑设计运用传统的岭南园林手法，把大体量建筑物分散化解为小体量建筑物，尽量增加绿化面积，与原有的公园融为一体，成为琶洲区域新景点。同时将举办各类展览、论坛等文化主题活动，吸引市民前来参观休闲。

## 历史
线路停车场原计划设置于琶洲大桥东侧，但因该处道路交通噪声超标，故异址至磨碟沙公园内，曾一度引发破坏公园环境的争议。
2014年3月，磨碟沙停车场正式动工。同年12月底，停车场基本完工，已有电车停靠。同月30日，即有轨电车开通前一天，磨碟沙停车场出现冒烟；电车公司回应称，工人在停车场顶板进行收尾工作时，因电焊焊渣的火星不慎落入现场尚未清理完的垃圾中而引发火警，未造成人员伤亡。